# Tuc de Bonabé
El Tuc de Bonabé és una muntanya de 2.723,1 metres que es troba en el municipi d'Alt Àneu, dins del territori de l'antic terme d'Isil, a la comarca del Pallars Sobirà.
Es troba a la regió de Marimanya, a l'extrem oriental del terme, a prop del límit amb la Vall d'Aran. És a llevant del Tuc de Rosari de Baciber i del Coll d'Airoto, al nord-oest de l'Estanyet de Marimanya d'Isavarre i de l'Estany d'Airoto, i al sud-oest del Pic de Moredo.